# 에버턴 FC
에버턴 FC(Everton Football Club)는 잉글랜드의 리버풀에 연고를 두고 있는 축구단다. 구단 명칭인 에버턴은 리버풀 내의 지역명이다.
풋볼 리그 원년인 1888-89 시즌 참가 이래 현재까지 총 122시즌으로 잉글랜드 축구 클럽 중 1부 리그에 참가한 시즌이 가장 많은 클럽이며 (1930–31, 1951–52, 1952–53, 1953–54 시즌은 2부 리그에서 활약), 잉글랜드 풋볼 리그 1부에서 9번 우승한 경력을 가지고 있다. 또한 이는 잉글랜드 축구 클럽 중 4번째로 많은 우승 기록이다. 1992년 프리미어리그 창설 이후 지금까지 강등당하고 있지 않는 클럽들 중 하나이다.
1878년에 창단된 에버턴은 1888년에 창설된 풋볼 리그의 원년 멤버로서, 3년 뒤인 1891년, 처음으로 리그 우승을 차지하게 된다. 에버턴은 전쟁이 끝나기 전까지 총 5번의 리그 우승과 두 번의 FA컵 우승을 차지하였고, 전쟁이 끝나고 재건을 이룩해낸 1960년대에도 두번의 리그 우승 및 한번의 FA컵 우승을 더 하였다. 1980년대 중반에는 가장 근래의 에버턴의 성공기였는데 두번의 리그 우승, 한번의 FA컵과 UEFA 컵 위너스 컵 우승이 있었다. 이 1985년 유로피언 위너스 컵 우승은 에버턴 역사에 있어서 첫 유럽 대회 우승이었다. 에버턴이 가장 최근에 들어올린 트로피는 1995년 FA 채리티 실드 우승이다.
에버턴은 광대한 팬 계층을 보유하고 있으며, 관중 수용에 있어서 평균 3만 6천여명 이상의 관중들이며, 90%의 수용률을 보유하고 있다. 에버턴의 가장 중요한 라이벌 관계에 있는 팀은 이웃의 리버풀이며, 양 팀간의 경기는 머지사이드 더비라고 불린다. 리버풀이 1892년 창단되었는데, 안필드의 주인이자 에버턴의 회장이었던 존 호울딩과 몇몇 선수들에 의해 창단되면서 에버턴이 본래 그들의 홈 구장이었던 안필드를 떠나게 된다. 1892년, 안필드를 떠난 이후 지금까지 에버턴이 사용하고 있는 홈 구장은 구디슨 파크이다. 현재 리버풀 복스홀에 위치한 브램리무어항에 52,888석 규모의 에버턴 스타디움을 건설중이며, 2025-26 시즌부터 구디슨 파크를 대신해서 에버턴의 홈 구장으로 사용될 예정이다.
에버턴의 홈 유니폼은 전통적으로 블루 앤 화이트이며, 에버턴의 유니폼을 입었던 많은 선수들 중에 가장 대표적인 선수라 할 수 있는 선수는 딕시 딘으로서 1927-28 시즌, 리그 골만 60골을 기록한 선수이다. 2000년 이후, 매 시즌 시작할 때마다 에버턴에서 성공했었던 과거 선수들에게 '에버턴 자이언트(Everton Giant)'라는 것을 임명하고 있다.
현재 감독은 데이비드 모이스이고 주장은 셰이머스 콜먼이며 부주장은 제임스 타코우스키다.

## 역사

### 교회에서 시작된 역사
에버턴은 1878년, 세인트 도밍고스(St. Domingo's)라는 이름으로 창단되었는데, 세인트 도밍고스 교구 감리 교회에서 맨처음엔 신자들을 중심으로 크리켓 팀을 창단하였으나 크리켓은 여름철에만 할 수 있었다. 그래서 여름이 아닌 때에도 할 수 있는 축구 구단을 만들었는데 그것이 세인트 도밍고스 FC였으며, 이것이 에버턴 구단의 시초이다. 1년 뒤에 교회 신자들 이외의 일반인들의 참여를 희망하게 되며 많은 일반인 사람들이 관심을 보여 구단 명칭도 인접한 지역 이름을 따라 에버턴 FC로 바꾸게 된다. 에버턴은 풋볼 리그가 창설된 1888년의 원년 멤버로서, 3년 뒤인 1890-91 시즌, 첫 리그 우승을 거머쥐게 된다.
이후 제1차 세계 대전까지 총 4번의 FA컵 결승에 진출 하였으나 1905-06 시즌, 뉴캐슬 유나이티드를 꺾고 첫 FA컵 우승을 차지하게 된 것을 제외하고는 모두 준우승에 그쳤다. 1914-15시즌에는 제1차 세계 대전으로 중간에 리그가 취소돼 1점차로 올덤 애슬레틱을 따돌리고 24년 만에 두 번째 리그 우승을 차지하게 된다. 하지만 이것은 1927년까지 에버턴의 첫 번째 황금기는 아니었다.

### 딕시 딘 시대
1925년, 에버턴은 이웃의 트랜미어 로버스선수인 딕시 딘과 계약을 하게 되는데, 1925-26 시즌, 그의 데뷔전에서 두 골을 기록하며 화려한 데뷔전을 치르게 된다. 결국 그 시즌에 38경기 출전에 32골이라는 놀라운 기록을 보이게 된다. 다음 시즌에는 27경기 밖에 출전하지 못했지만 21골 기록으로 그의 득점 능력은 여전했다. 1927-28 시즌, 딕시 딘은 역사를 만들게 되는데 29경기의 리그 경기에서 무려 60골을 기록해 한 시즌 리그 최다골 기록을 세웠으며, 요즈음에도 이 기록은 계속 이어져 오고 있다. 딘은 그 해 에버턴의 통산 세 번째 우승의 일등공신이었다. 하지만 2년뒤 에버턴은 내분으로 인해 2부리그로 강등되지만, 37경기 출장해서 39골 득점의 딕시 딘을 앞세워 불과 한 시즌만에 2부리그 득점 신기록을 세우며 1부리그로 승격을 하게 된다. 또한 승격을 하고나서도 45골을 넣은 딘을 앞세워 에버턴은 1932-33 시즌, 승격하자마자 네 번째 리그 우승을 차지하게 된다. 그리고 그해 맨체스터 시티를 꺾고 통산 두 번째 FA컵 정상에 오른다. 이때 잉글랜드 축구에서 처음 등번호가 매겨지게 되었고 딘은 9번을 달고 출전하게 된다. 그의 등번호 9번은 당시 영국내 고득점 스트라이커들의 대명사가 되었고 이는 곧 딘의 상징이었다. 딕시 딘은 1937년, 에버턴에서 마지막 경기를 치르게 되어 그의 시대가 마무리 되었고, 1938-39 시즌에는 타미 로튼이라는 19세의 어린 선수가 34골 득점이라는 놀라운 기록으로 5번째 리그 우승을 차지하지만 제2차 세계대전 발발로 인해 상승세를 이어가지 못하고 에버턴의 첫 번째 황금기도 함께 마무리가 된다. 그리고 1980년, 딕시 딘은 구디슨 파크에서 리버풀과의 머지사이드 더비경기 관람중 숨을 거두게 된다.

### 1940 ~ 50년대
전쟁이 끝나고 난 1946년, 에버턴의 황금기를 이끌던 주역들이 줄줄이 팀을 떠나게 된다. 과거 1930년대 딕시 딘과 함께 에버턴 황금기의 주역 중 한 명이었던 클리프 브릿튼이 감독직에 오르지만 재정난과 형편없는 감독 능력으로 1950-51시즌, 두 번째 2부리그 강등을 당하게 된다. 그 이후 3시즌 동안 승격하지 못하다가, 1954-55 시즌 마지막 날에 2위로 겨우 승격을 확정짓고 네 시즌 만에 1부리그로 복귀하게 된다. 1956년에는 맨체스터 유나이티드를 꺾고 올드 트래퍼드 홈경기 연속 무패행진을 깨트린다.

### 두 번째 황금기
1960년대는 에버턴의 두 번째 황금기이며, 팬들로부터도 에버턴의 최전성기로 평가받고 있다. 과거 전후(戰後)부터 1951년에 에버턴이 강등될때까지 팀의 센터포워드를 맡았었던 해리 케터릭이 1961년, 부임하게 된다. 이들은 1920년대 에버턴의 전통적인 축구에 좀 더 체계적인 방식으로 접근하였는데 그 후로 1920년대에 처음 붙여진 스쿨 오브 사이언스(School of Science)라는 별칭이 다시 붙여지게 된다. 이들의 축구는 독창적 이었으며, 당시 토트넘의 스타일인 포시 앤 런(Posh and Run, 화려한 축구)흐름과 비슷하였다. 그리하여 1962-63 시즌, 로이 버논과 알렉스 영이 46골을 합작해(에버턴 역사상 두 명의 선수가 20골 이상을 넣은 것은 이때가 마지막이다.) 24년 만에 6번째 리그 우승을 차지하게 되고, 1966년에는 FA컵 결승에 진출해 셰필드 웬즈데이에게 0-2로 뒤지고 있다가 3-2로 대역전승을 거둬 3번째 FA컵 우승을 차지한다. 또한 1961-62 시즌부터 1966-67 시즌까지 5시즌 연속으로 유럽 대회에 진출 하였는데, 이것은 당시 잉글랜드 클럽중 최초였었다. 1968년에는 다시 FA컵 결승에 진출하지만 웨스트 브롬위치 알비온에게 패하고 만다. 1969-70시즌에는 조 로일의 활약으로 라이벌 리즈 유나이티드를 9점차 누르고 7번째 리그 우승을 차지한다. 이때의 비결은 케터릭 감독과 조 로일, 브라이언 라본, 하워드 켄달, 앨런 볼, 콜린 하비등 공격수들이 주축이 된 토탈 풋볼 전술이었으며, 이러한 공격 스쿼드는 지금까지도 에버턴 팬들에게 최고의 공격 스쿼드로 회자되고 있다. 이때까지만 해도 에버턴은 성공의 운명을 걷는 듯 보였으나 다음 시즌, 14위로 급추락 하게 되었고, 그 다음 시즌에도 15위, 17위, 7위라는 실망스런 성적을 내고 만다. 그 후 제 기량을 발휘하지 못하는 팀에 스트레스가 쌓여 케터릭의 건강이 악화되었다는 소식이 전해졌고, 결국 1974년, 해리 케터릭은 사임을 하게 된다. 그 후 1985년, 케터릭 역시 딕시 딘과 마찬가지로 구디슨 파크에서 입스위치 타운과의 경기를 관전하다 심근 경색으로 숨을 거뒀다.

### 도전자에서 강등권으로
해리 케터릭 사임 이후에는 역시 에버턴 선수출신인 빌리 빙엄이 후임에 오른다. 첫 시즌에는 4위로 비교적 잘했었지만 이후에는 중위권을 맴돌았고, 1977년에는 리그 컵결승에 진출하지만 2차 재경기까지 가는 접전 끝에 애스턴 빌라에게 패하게 된다. 결국 그해 빌리 빙엄은 감독직을 사퇴하였고, 고든 리가 감독직에 오른다. 고든 리는 1977-78 시즌 3위, 그 다음 시즌엔 4위로 팀을 중위권에서 또다시 리그 타이틀에 도전할 수 있는 위치로 올려놓았으나 당시 최전성기였던 리버풀에 번번이 막혔고, 급기야 1981년에는 2부리그 강등권으로 내몰리지만 가까스로 강등은 면하게 된다. 결국 고든 리 역시 성적 부진으로 감독직을 사퇴하게 된다.

### 리버풀에 가려진 영광
강등권 위기에 몰린 에버턴을 위기에서 구해낸 사람은 바로 해리 케터릭 감독시절 에버턴식 토탈 풋볼의 일원 이었던 하워드 켄달이었다. 그는 에버턴 감독에 오르기전 1980년, 감독데뷔 첫 시즌에 3부리그에 있던 블랙번 로버스를 2부리그로 승격시켜 감독능력을 인정 받았었다. 그러나 시작은 좋지 않았었다. 강등권은 아니었지만 팀을 상위권으로 끌어올리지는 못했고 이 가운데에는 1982년 11월 6일, 리버풀에게 홈에서 0-5 치욕의 대패를 당한적도 있었다. 또한 처음 세 시즌 동안 젊은 선수들을 대거 영입해 1970년대 리버풀에게 가려졌던 영광을 되찾으려 했었다. 그러나 1983-84 시즌에서도 성적이 부진했고 리그 컵 결승에 진출했지만 리버풀에 패하면서 해임위기에 몰리지만 왓포드를 꺾고 18년 만에 FA컵 우승을 차지하면서 위기를 모면한다. 다음 시즌인 1984-85 시즌, 마침내 8번째 리그 우승을 달성하고, 오스트리아의 SK 라피트 빈을 꺾고 UEFA 컵 위너스 컵대회 (당시에는 유러피언 컵 위너스 컵)를 우승한다. 특히 준결승전에서 독일의 강호 바이에른 뮌헨을 꺾은 것은 구디슨 파크 최고의 경기로 선정된 바 있다. 이 유러피언 컵 위너스 컵우승은 에버턴의 창단이후 처음이자 마지막 유럽대회 우승이었다. 또한 유럽대회 우승을 더 할 수도 있었지만 같은 연도에 리버풀 팬들이 일으킨 헤이젤 참사로 인해 잉글랜드의 모든 축구 클럽은 5년 동안 유럽 대회 출전이 금지당하는 징계를 받게 된다. 그리고 FA컵에도 2년 연속 진출하지만 맨체스터 유나이티드에게 패하게 된다. 1985-86 시즌에는 게리 리네커를 영입해 리버풀과 막판 우승 경합을 벌이다가 결국 리버풀에게 우승을 내주게 되고, FA컵 에서도 3년 연속 결승진출, 그것도 역사상 처음으로 머지사이드 더비 결승이 벌어지지만 또 리버풀에게 역전패 당하게 된다. 그러던 중 게리 리네커를 영입한 지 1년 만에 그를 바르셀로나로 이적 시키고 노리치 시티로부터 데이브 왓슨을 영입한다. 1986-87 시즌에서도 에버턴과 리버풀은 시즌 끝까지 리그 우승을 놓고 겨뤘지만 이번에는 에버턴이 승리하게 된다. 하지만 그해 하워드 켄달이 스페인의 아틀레틱 빌바오로 옮겨 가면서 서서히 내리막길을 걷게 된다. 이 9번째 리그 우승은 에버턴의 마지막 리그 우승이었다.

### 잦은 감독 교체와 실패
하워드 켄달이 물러난 자리는 어시스턴트 코치인 콜린 하비가 뒤를 잇게 된다. 1988년, 에버턴은 23살의 어린 스트라이커 토니 코티를 웨스트 햄 유나이티드로부터 200만 파운드에 영입하는데 이는 당시 잉글랜드 클럽중에서 최고 이적료를 갱신하게 되었다. 1988-89 시즌, 에버턴은 1980년대 후반부터 1990년대 초까지만 존재했었던 풀 멤버스 컵 결승에 진출하지만 노팅엄 포레스트에 패하고, FA컵 결승에서도 역시 리버풀에 또다시 패배하게 된다. 그 이후 별볼일없이 중위권 성적만 유지하였고, 1990-91 시즌에는 초반 선두를 달리고 있었지만 10월 경 5위로 떨어지게 되어 시즌 도중에 해임되었고, 하워드 켄달이 감독직으로 다시 돌아오게 된다. 그리고 콜린 하비는 다시 어시스턴트 코치로 선임된다. 그 후 1991-92 시즌, 부진했던 그레임 샤프 등을 이적시키고, 라이벌 리버풀로부터 피터 베어즐리와 글래스고 레인저스에서 모 존슨을 데려오는 등 스트라이커진을 대폭 개편했지만 오히려 성적은 더 안좋아졌고, 그 해 결국 12위로 근 10년간 최악의 성적을 거두게 된다. 그리고 1992-93 시즌, 풋볼 리그가 프리미어리그로 재탄생 되면서 탄생 멤버가 되지만 13위로 마치게 된다. 이미 1980년대 에버턴의 성공을 가져다 주었던 켄달 이었기에 그에 대한 압박감은 점점 커져가고 있었고, 결국 1993-94 시즌 도중에 사임을 하게 된다. 마이크 워커가 지휘봉을 잡았지만 팀은 강등권을 해매고 있었고, 40년 만에 강등될 위기에 처하지만 마지막날 윔블던 FC를 맞아 0-2로 뒤지고 있다가 3-2로 극적인 역전승을 거둬 극적으로 프리미어리그에 살아남게 된다.
극적으로 남게 되었지만 다음 시즌에도 역시 그 같은 부진은 계속되었고, 1994년 11월, 딱 1년 만에 워커는 해고 당하게 된다. 워커가 해임된 후에는 과거 1970년대 에버턴의 주역 중 한 명이었던 조 로일이 맡게 된다. 당시 에버턴은 2년째 강등권 싸움을 벌이고 있었고, 선수들을 대거 영입함 으로써 결국 그 시즌도 겨우 강등을 면할 수가 있었다. 그러나 리그에서는 부진했어도 FA컵에선 꽤 선전을 하였는데 1995년 FA컵 결승에 진츨해 당대 최강 맨체스터 유나이티드와 결승전을 치른다. 결과는 모두의 예상을 뒤엎고 에버턴이 통산 5번째 FA컵을 차지했으며, 이것은 에버턴의 현재까지의 마지막 우승 트로피이기도 하다. 1995-96 시즌에는 안드레이 칸첼스키스를 맨체스터 유나이티드로부터 5백만 파운드에 팀 역사상 최고액을 갱신하며 영입한다. FA컵 우승으로 오랜만에 에버턴이 유럽무대에 나서지만 일치감치 탈락하였고, 아스널과 막판까지 UEFA컵 진출을 놓고 다퉜지만 실패하게 된다. 칸첼란스키스는 당시 프리미어리그 최고의 오른쪽 날개라는 평가를 받았지만 불과 한 시즌만에 피오렌티나로 이적을 하게 된다. 그러므로 에버턴은 다음 시즌 또 강등권으로 몰리게 되었고 조 로일은 사임을 한다. 남은 시즌은 데이브 왓슨이 감독 대행으로써 시즌을 꾸려나간다.
그 후 보비 롭슨과 앤디 그레이에게 감독직을 제안하지만 거절 당해 대안으로 하워드 켄달에게 제안을 하였고 결국 켄달이 에버턴 에서만 세 번째 감독이 된다. 과거 자신이 이뤄낸 업적으로 다시 잉글랜드 탑 클럽 중 하나로 올려놓을 수 있다고 호언장담 하지만 1997-98 시즌도 강등권을 면치 못했고, 볼턴 원더러스에 골득실에 앞서 강등을 겨우 면하게 된다. 결국 켄달은 망신만 당하며 한 시즌 만에 해임당한다. 더욱이 에버턴 구단도 심각한 재정난에 빠지게 된다.

### 월터 스미스의 실패와 재정난
1998-99 시즌, 에버턴은 레인저스 FC를 성공적으로 이끌어온 월터 스미스를 새 감독으로 임명한다. 레인저스에서 많은 컵대회 우승을 거뒀기 때문에 그에 대한 에버턴의 기대는 컸다. 하지만 시즌 도중 에버턴의 구단주 피터 존슨은 재정난을 해결하기 위해 팀의 간판 공격수인 덩컨 퍼거슨을 스미스 감독에 알리지 않고 덜컥 뉴캐슬 유나이티드로 이적을 시켜버린다. 그러자 화가난 에버턴 서포터들은 존슨 구단주의 사임을 요구했고, 결국 에버턴의 팬이자 연극 작가인 빌 켄라이트가 구단을 인수해 새 구단주가 되고, 과거에 에버턴 회장직에 있었던 필립 카터를 새 회장으로 재추대한다. 재정난은 조금 좋아지긴 했지만 팀 안팎으로 사정이 좋지 않은데 성적이 잘 나올 턱이 없었고, 강등만 안 당했을뿐 하위권 성적은 그대로였다. 2001-02 시즌, 에버턴은 정말 심각한 강등 위기를 겪고 있었고, 에버턴은 결국 월터 스미스를 해임시킨다. 이렇게 근 15년간 7번이나 감독이 바뀌는 악수를 거듭한 끝에 다음 에버턴이 선택한 감독은 데이비드 모예스였다.

### 데이비드 모예스와 유럽 대회의 꿈
| “ | "저는 글래스고 출신이지만 리버풀이란 도시를 좋아했습니다. 저는 피플스 클럽(The People's Club, 에버턴의 슬로건)에 감독으로 부임하게 됐습니다. 리버풀 시내에 가면 많은 에버턴 팬들을 만날수 있었습니다. 제가 꿈꿔왔었던 환상적인 기회입니다. 이런 빅 클럽이기에 저는 곧바로 수락하게 됐습니다." | ” |

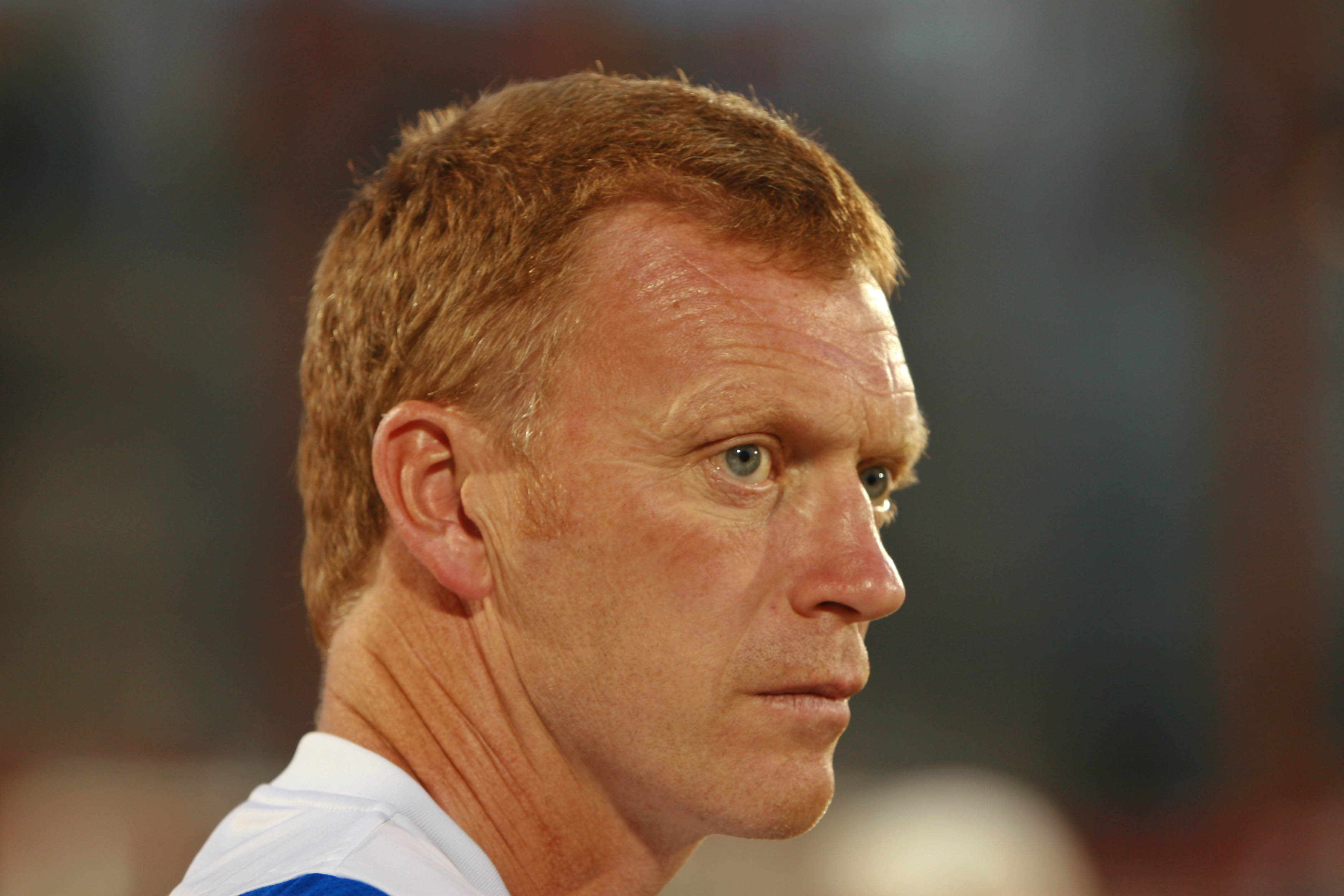
현재 무직의 감독인 데이비드 모예스.

모예스는 에버턴에 오기전 4년간 프레스턴 노스 엔드 감독으로 있으면서 팀을 3부리그(리그 1)에서 챔피언쉽(2부리그)으로 승격시킨 전력이 있었다. 모이스의 부임으로 에버턴은 강등을 면하게 된다. 다음 2002-03 시즌에는 에버턴 유스에서 키워 낸 웨인 루니의 활약으로 7위로 뛰어오르게 된다. 당시 웨인 루니는 아스널을 상대로 결승골을 기록해 아스널의 30경기 무패행진을 깨드렸고, 에버턴을 포함한 전체 잉글랜드 축구 역사상 최연소 득점자가 되었다. 이로 인해 웨인 루니는 전국적인 명성을 얻게 되었다. 그러나 다음 03-04 시즌에는 극심한 차이를 보이며 17위로 또 주저 앉게 되고 또 클럽 역사상 가장 낮은 승점을 기록하였다. 결국 2004년 8월, 에버턴은 웨인 루니를 2,700만 파운드에 맨체스터 유나이티드로 이적시키게 된다. 루니를 떠나 보낸뒤 2004-05 시즌, 에버턴은 라이벌 리버풀을 제치고 4위에 올라 34년 만에 챔피언스리그에 진출하게 된다.(1980년대에도 세 차례 진출 기회가 있었지만 헤이젤 참사로 인해 무산되었다.) 2005-06 시즌, 미켈 아르테타를 영입 하지만 시즌을 안좋게 시작하면서 챔피언스리그에도 영향을 끼쳐 조별리그에서 탈락하게 되며, UEFA 컵에서도 탈락하게 된다. 리그에서는 초반에 강등권에 몰리다가 결국 중위권으로 마감하게 된다. 2006-07 시즌에는 6위로 다시 뛰어올라서 UEFA 컵 출전획득에 성공하였고, 2007-08 시즌에는 미들즈브러로부터 야쿠부 아이예그베니를 1125만 파운드에 영입해 앤드루 존슨이 가지고 있던 에버턴 구단 최고 영입 이적료를 갱신하게 된다. 그 시즌에 UEFA 컵에서는 16강에 진출했지만 ACF 피오렌티나에게 패하였고, 리그 컵에도 20년 만에 준결승에 진출하지만 첼시에게 패하게 된다. 리그에서는 대부분을 4위 안으로 보냈지만 리버풀에게 역전 당하며 5위로써 UEFA 컵 진출에 만족해야만 했다. 2008-09 시즌에는 마루안 펠라이니를 벨기에의 스탕다르 리에주로부터 1500만 파운드에 영입하며 구단 최고 이적료를 갱신하지만 UEFA 컵에서는 공교롭게도 리에주에게 패해 조별 리그 진출이 좌절되며, 펠라이니는 친정팀과의 경기때 출전금지 계약조항에 따라 출전조차 하지 못하게 된다. 에버턴은 또 5위를 기록하여 다음 시즌 UEFA 유로파 리그에 진출하게 되었고 14년 만에 FA컵 결승에 진출하지만 첼시에 패하며 아쉽게 준우승에 그치고 만다. 2009-10 시즌에는 주전 센터백인 졸리온 레스콧을 맨체스터 시티로 이적시키고 개막전부터 대패를 당하면서 시즌을 안좋게 시작했지만 차츰 나아지기 시작해 또다시 유로파 리그 진출에 도전하고 있다. 2010-2011 시즌부터 현재 2019-2020 시즌까지 2013-2014 시즌 5위를 제외하면 쭉~ 중위권에 자리 잡고 있다. 2014-2015 유로파 리그 16강 탈락, 2017-2018 유로파 리그는 프리미어 리그 7위 자격으로 출전하여 3차 예선 토너먼트부터 시작하였고, 결국 본선까지 진출하게 된다. 하지만, 조별리그에서 1승 1무 4패(...) 조3위로 결국 탈락하였다.

## 역대 우승 기록
- 풋볼 리그 1부 (현 프리미어리그)

우승 (9): 1890–91, 1914–15, 1927–28, 1931–32, 1938–39, 1962–63, 1969–70, 1984–85, 1986–87
- 풋볼 리그 1부 (현 프리미어리그) 준우승

준우승 (7): 1889–90, 1894–95, 1901–02, 1904–05, 1908–09, 1911–12, 1985–86
- 풋볼 리그 2부 (현 챔피언십리그)

우승 (1): 1930–31
- 풋볼 리그 2부 (현 챔피언십리그) 준우승

준우승 (1): 1953–54
- FA컵

우승 (5): 1906, 1933, 1966, 1984, 1995
- FA컵 준우승

준우승 (8): 1893, 1897, 1907, 1968, 1985, 1986, 1989, 2009
- FA 커뮤니티 실드

우승 (9): 1928, 1932, 1963, 1970, 1984, 1985, 1986 (공동), 1987, 1995
- FA 커뮤니티 실드 준우승

준우승 (2): 1933, 1966
- 풋볼 리그 컵 준우승

준우승 (2): 1977, 1984
- 풀 멤버스 컵 준우승

준우승 (2): 1989, 1991
국제대회
- UEFA 컵위너스컵

우승 (1): 1984–85

## 유니폼
창단 후 수십 년 동안 에버턴은 몇몇 다른 유니폼을 채택하고 있었다. 원래의 홈 유니폼은 흰색 하의에 흰색과 파란색 줄무늬 상의였으나, 새로운 선수들이 영입되면서 그들이 전에 뛰었던 팀의 유니폼을 시합때 입는 바람에 혼란이 뒤따르게 되었다. 이에 에버턴은 비용 절감과 좀 더 프로페셔널하게 보이기 위해 검은색으로 물들인 새 홈 유니폼을 채택하기로 결정한다. 하지만 거기에 소름끼쳐 보이는 주홍색 띠가 상의에 더해지게 된다.
1892년, 에버턴이 구디슨 파크로 옮길 때에는 연어 살색과 암청색 줄무늬 상의와 암청색 하의였으나, 곧 다홍색 상의와 파란색 테두리의 암적색 하의로 바뀌게 된다. 유명한 감청색 유니폼은 1901-02 시즌에 처음 착용이 된다. 1906년에는 하늘색 유니폼을 입었으나 팬들이 항의를 하며 다시 감청색으로 바꾸게 된다. 가끔 에버턴은 감청색 보다 연한 색을 입기도 했지만 (예: 1930-31, 1997-98 시즌), 그건 팬들에게 별로 인기가 없었다.
에버턴의 전통적인 원정 유니폼은 흰색 상의와 검은색 하의였지만, 1968년도부터 호박색 상의와 감청색 하의가 쓰이기 시작하였다. 특히 1970년대, 1980년대에는 각양각색의 원정 유니폼이 쏟아져 나왔었고, 최근에도 검정, 흰색, 회색, 노란색등 여러 색상의 원정 유니폼이 사용되었다. 2008-09 시즌에는 흰 국방색과 가슴부분에 회색 가로 줄무늬가 들어간 상의와 흰 국방색 하의·양말의 원정 유니폼을 가끔 입기도 했었다. 현재의 원정 유니폼은 상·하의 모두 검은색에 분홍색 가로 줄무늬 유니폼이며, 에버턴이 예전 안필드를 홈구장으로 쓸때 입었던 유니폼을 반영 하였다. 가끔 원정 경기를 치를때도 경우에 따라 홈 유니폼을 입을때도 있지만 홈 팀이 흰색 하의를 입고 있는 경우엔 상·하의 모두 파란색인 유니폼을 입기도 한다.
2008-09 시즌 리플리카 유니폼은 야광의 노란색 상의와 암청색 하의와 양말이었고, 주로 UEFA 유로파 리그의 원정 경기에 입었었다. 현재 에버턴의 리플리카 유니폼은 상·하의·양말 모두 보라색에 양 옆구리에만 회색 줄무늬가 있는 유니폼이다. 골키퍼 유니폼은 라임빛 녹색 홈 유니폼에 회색 원정 유니폼이다.

### 유니폼 스폰서와 제조업체
에버턴의 현재 메인 유니폼 스폰서사는 태국의 주류업체인 타이 비버리지에서 만든 맥주 브랜드인 창 맥주(Chang Beer)이다. 예전의 유니폼 스폰서사로는 닛폰 전기(NEC), 덴마크의 헤프니아 보험, 미국의 사무용기기 제조기업인 단카, 영국의 휴대폰 제조업체였었던 원 2 원, 그리고 케지안이 있었다. 2008-09 시즌, 에버턴은 주니어 리플리카 유니폼에 스폰서사나 선수들 이름이 없는 유니폼을 팔은 첫 프리미어리그 팀이 되기도 했었다. 이는 아이들에게 파는 유니폼에서 주류 브랜드 이름을 삭제하라는 영국의 주류 생산회사 대표 연합인 포트먼 그룹의 명령에 따른 것이었다. 에버턴의 현재 유니폼 제조업체는 엄브로로써 2013-14 시즌부터 나이키를 대신하게 되었다.
에버턴은 두 곳의 큰 '메가스토어'를 갖고 있는데 한곳은 구디슨 파크와 가까운 거리에 위치해 있는 '에버턴 원(Everton One)'이고, 다른 한 곳은 리버풀 시의 대형 문화·쇼핑 센터인 리버풀 원(Liverpool One)에 입점해 있는 곳으로써 매장 이름은 '에버턴 투(Everton Two)'이다.

## 엠블럼
1937-38 시즌이 끝나고, 당시 에버턴의 운영진 비서이자 실질적으로 에버턴을 이끌고 있었던 테오 켈리는 (1939년부터 정식 감독이 되었다.) 넥타이 디자인을 엠블럼에 넣는 것을 원했었다. 여기서 말하는 넥타이는 엠블럼 전체를 얼굴과 목을 제외한 신체의 상체와 비교했을 때 가운데 윗부분을 넥타이 비슷한 형식으로 디자인해 엠블럼 전체를 봤을 때 넥타이 디자인처럼 보이게 하는 것이다. 이는 청색으로 색깔이 받아들여 지게 되었고, 켈리에게는 넥타이 특성의 새 엠블럼을 디자인하는 과제가 주어졌었다. 켈리는 에버턴 지역의 중심부인 루퍼트 왕자 탑 삽입이 결정될때까지 약 4개월에 걸쳐 작업을 하였다. 1787년 지어진 이 탑은 에버턴 지역과 불가분하게 연결되어 있다. 원래는 주로 취객들이나 경범죄를 저지른 사람들을 구금하는 폐허된 곳이었고 지금도 에버턴 지역 언덕에 위치해 있다. 탑에는 런던의 문장원에 따라 좌·우 양쪽에 월계관이 걸려 있었고, 켈리는 승자의 상징인 월계관도 엠블럼에 포함시키기로 결심한다. 또한 Nil Satis Nisi Optimum(최고가 아니면 안된다)라는 라틴어 문구도 삽입되었다. 새 엠블럼이 들어간 옷은 1938 - 39 시즌 첫날, 테오 켈리와 에버턴의 회장인 E. 그린이 입었다. 하지만 에버턴은 어느 유니폼 에다가도 좀처럼 엠블럼을 포함시키지 않았다. 1973년, 볼드체의 'Everton' 글자가 새로 삽입이 될때까지 1922년도에서 30년도 사이에 아무 글씨체나 짜깁기되어 만들어진 'Everton' 글자가 삽입된 것을 사용하고 있었다. 켈리가 디자인한 엠블럼은 1980년에 처음으로 팀 유니폼에 사용되었고 이후로 계속 사용되 오다가 서서히 변화를 겪으면서 현재의 엠블럼이 사용되게 되었다.

## 애칭
에버턴에게 가장 널리 인식된 애칭은 토피스 (The Toffees, 토피 : 설탕, 버터, 물을 함께 끓여 만든 사탕) 나, 토피맨 (The Toffeemen) 으로써 에버턴이 구디슨 파크로 옮긴 뒤 나온 애칭이다. 이 애칭으로 불리게 된 데에는 몇 가지 설들이 있는데, 이 중 가장 많이 알려진 설은 에버턴 지역 언덕배기에 마더 노블렛(Mother Noblett's)이란 토피 사탕 가게가 (박하 사탕도 팔아 광고했었다고 한다.) 있었는데, 에버턴 앰블럼에 표시되어 있는 루퍼트 왕자 탑의 맞은편에 위치해 있었다고 한다. 이 토피 사탕가게는 전통적으로 어느 한 소녀가 구디슨 파크 홈경기가 있을 때마다 나와 경기 시작전에 피치 주위를 걸어돌며 관중들에게 연결을 상징하는 박하 사탕을 무료로 던져줬다고 하는 사실이다. 또 다른 사실은 마 부셸이라는 사람이 에버턴 시내에서 Ye Anciente Everton Toffee House라는 토피 사탕 가게를 운영하고 있었는데, 에버턴이 초창기 팀 미팅을 퀸스 헤드 라는 호텔에서 했었는데 이 가게가 호텔 근처에 있었다고 한다.
에버턴은 여러 해 동안 많은 애칭을 지녔었다. 에버턴이 초기에 검정 유니폼을 사용할때는 로얄 스코틀랜드 연대의 1개 보병 대대의 이름을 따온 '블랙 와치 (The Black Watch)' 란 애칭이 붙여지기도 했었다. 감청색 유니폼을 쓰기 사작한 1901년부터는 짤막하게 '블루스 (The Blues)' 가 붙여지기도 했었다. 1928년에는 스티브 블루머 감독 지휘 하에 매력적인 축구를 선보였다고 하여 '사이언티픽 (Scientific, 체계적인)' 이란 애칭이 붙여졌었고, 1960년대에는 이것에 영감을 받아 '스쿨 오브 사이언스'로 변하였다. 1995년, FA컵 맨체스터 유나이티드와의 결승전에서는 '도그 오브 워 (The Dog of War)'라고 불렸었다. 데이빗 모예스가 감독으로 부임했을 때에는 그 스스로 'People's Club (사람들의 클럽)' 이라고 공언하였고, 이는 클럽의 비공식 애칭이 되었다.

## 홈구장

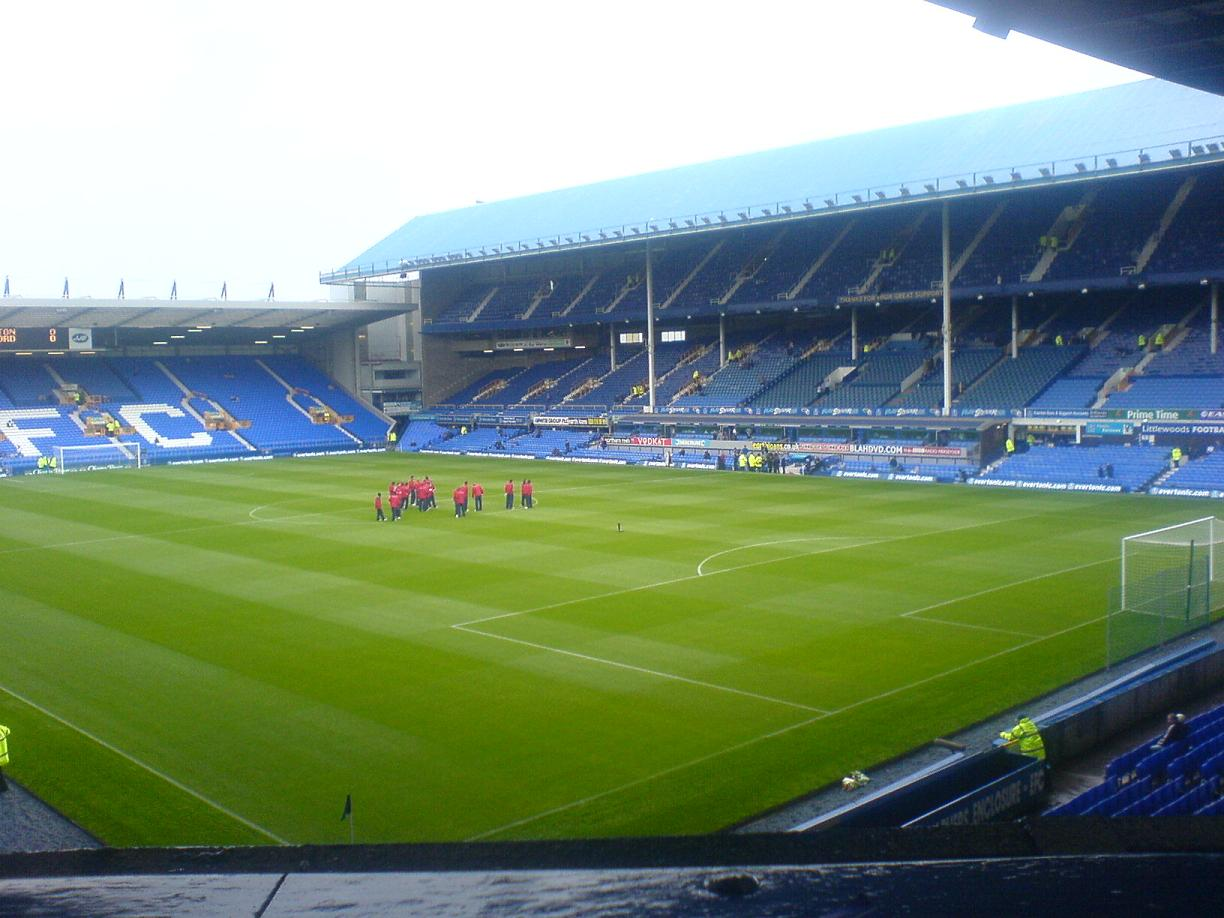
구디슨 파크

에버턴과 리버풀 구단의 역사에서 빼놓을 수 없는 인물이 바로 존 호울딩이란 사람인데 에버턴이 창단되고 나서 첫 시합을 스탠리 파크라는 관중석이 없는 일반 공원에서 했었다. 스탠리 파크는 현재 리버풀이 새 구장을 짓고 있는 곳이다. 존 호울딩의 자택이 스탠리 파크 뒤편에 있었으며 많은 관중들이 몰려 들었다. 1882년, J. 크루트라는 사람이 에버턴에 토지를 기부하여 자신의 땅에서 에버턴이 프라이러리 로드라는 이름의 새 구장에서 경기를 치를수 있도록 배려해 주었으나, 많은 관중들로 인한 소음 문제등으로 인해 J. 크루트는 에버턴 구단측에 자신의 땅에서 나가줄것을 권고한다.
결국 에버턴은 1884년, 앤필드로 옮겨오게 되는데 안필드를 임대한 존 호울딩이 바로 앤필드의 소유주인 존 오렐의 친구였다. 1년 뒤, 존 호울딩은 앤필드 구장 전체를 매입하게 된다. 이렇게 에버턴의 사장이자 앤필드의 소유주가 된 존 호울딩은 그 이후 에버턴의 위원들과 대립하게 된다. 한 영국의 자유당 위원이 당시 보수당 국회의원이었던 존 호울딩의 자산 문제를 정치 의제에 올려 호울딩의 독점권이 정상적인 구단 운영 비즈니스에는 부적합하다고 하였다. 1889-90 시즌이 끝나고 호울딩은 앤필드 임대료를 해당 150 파운드에서 250 파운드로 인상을 하게 된다. 그리고 존 오렐의 토지에 인접한 새 메인 스탠드의 진입로를 개설 하려고 하였다. 이것은 에버턴 구단이 앤필드와 오렐의 토지를 매입한다거나 둘다 임대해야 하는 것이 요구되었다. 에버턴 위원들은 합법적인 스탠드 건설을 허용하려한 호울딩을 비난하였다. 에버턴 위원들은 앤필드를 합한 호울딩의 토지를 총 370 파운드의 임대 혹은 완전 매입 협상을 호울딩과 하기를 원했으나 수수료 문제로 협상을 거절 당한다. 호울딩이 1892년 3월, 에버턴 애슬레틱 그라운즈(Everton F.C. and Athletic Grounds, Ltd, 현재의 리버풀 F.C.) 라는 새로운 팀을 창단하는 동안 에버턴은 풋볼 리그의 자격으로 일정을 넘겨받아 여전히 앤필드에서 경기를 벌이고 있었다. 잉글랜드 축구 협회는 호울딩이 창단한 에버턴 명칭이 들어간 새 구단을 인정하지 않았으며, 결국 그 해 6월, 리버풀 FC로 새롭게 재창단 되었다. 결국 에버턴은 스탠리 파크 북측에 있는 구디슨 파크로 이전을 하게 된다. 에버턴이 앤필드에서 치른 마지막 경기는 1892년 4월 18일, 볼턴 원더러스와의 경기였다.
이 사건을 계기로 에버턴과 리버풀의 험악한 라이벌 관계가 형성되기 시작하였지만, 그것이 일반적이라 여겨진다 할지라도 잉글랜드 축구에서 다른 더비 경기들 보다 더 경의스러운 라이벌 관계 이기도 하다. 실제로 많은 리버풀 팬들이 죽음을 당한 힐스보로 참사때에도 이들을 헌사하기 위해 앤필드와 구디슨 파크의 정문에서 양팀 홈 구장을 가로지르는 스탠리 파크 사이까지 각각 빨간색과 파란색 스카프 사슬을 엮어 놓기도 했었다.
구디슨 파크는 1892년 완공된 구장으로써 잉글랜드 최초의 축구 전용구장 이기도 했었다. 구디슨 파크에서 영국 다른 어느 구장들보다 더 많은 최고들의 축구 경기가 펼쳐지기도 했었고, 1966년 FIFA 월드컵때 준결승전이 벌어진 유일한 잉글랜드 축구 클럽 홈 경기장이기도 했었다. (구 웸블리 스타디움에서도 벌어지긴 했지만 구 웸블리 스타디움은 축구 클럽 홈 경기장이 아니다.) 또한 구디슨 파크는 피치내 하층토 에다가 열선을 설치한 잉글랜드 최초의 구장이기도 하였다. 메인 스탠드와 글레이디스 스트릿 스탠드 (Gwladys Street Stand) 코너 사이에 전도사 성(聖) 루가의 교회가 있었다고도 한다.
시합 당일날, 선수들이 대기 터널을 빠져나올 때 BBC의 명작 드라마 중 하나였던 Z-Cars의 테마곡이 흘러 나오는데, 이 곡은 1890년, 잉글랜드의 포크 송 작사가인 프랭크 키드슨의 작품으로서 바다에서 연인에게 배신당한 한 선원의 이야기 내용인데 주로 리버풀의 어린이들이 이 노래를 전통적으로 불러왔고, 이 노래는 '쟈니 토드'라 명명되었다. 에버턴의 훈련장은 인근 헤일우드에 있는 핀치 팜 (Finch Farm)이며, 1군부터 유스 아카데미까지 모든 훈련시설을 갖추고 있다. 에버턴의 리저브 팀 홈구장은 현재 체셔주 위드너스 (Widnes)의 홀튼 스타디움으로써 럭비 리그의 위드너스 바이킹스와 함께 사용중이다.

### 새 구장 계획
에버턴이 새 구장으로 옮긴다는 소문이 나돌기 시작한것은 1996년부터였다. 원래의 계획은 6만 석 규모였으나 2000년, 인근에 있는 리버풀의 항구 중에 하나인 킹스 독 (King's Dock)의 재개발 계획에 포함되어 5만 5천 석으로 줄게 된다. 에버턴은 2003년, 리버풀 시 의회의 부결로 새 구장 프로젝트 액수의 절반인 3천만 파운드를 확보하는 데 실패하여 프로젝트가 무산되었다.
2004년 말경, 리버풀 시 의회와 잉글랜드 노스웨스트 자치 운영 위원단의 주도로 에버턴은 스탠리 파크에 지을 리버풀 구단의 새 구장을 같이 쓰는 방안을 논의하였다. 그러나 에버턴이 절반의 비용을 모으는데 실패하면서 협상이 깨지고 만다. 2005년 1월 11일, 리버풀은 새 구장을 같이 쓰는 건 불가능하다 밝히고, 그들만의 새 구장인 스탠리 파크 스타디움 계획 절차를 밟는다.
2006년 6월 16일, 에버턴은 인근의 노즐리 자치구 의회와 테스코 (영국의 대형 유통마켓 기업으로서 원래 에버턴의 새 구장에 입점할 예정이었다.)와 함께 커크비 지역에 지을 5만 5천석 규모의 새 구장 건설에 대해 논의에 들어갔다고 발표하였다. 에버턴은 서포터들이 클럽의 미래에 대해 이야기 하며 커크비로 옮길지 말지에 대해 표결에 부치겠다고 하는 흔치않은 움직임에 맞딱드리게 된다. 서포터들의 투표결과는 59.27%의 찬성으로 결정이 나게 되었다. 그러나 2008년 8월 6일 제기된 바에 따르면 실무조사로 인해 최소 18개월 정도 착공이 늦어지게 될것이라는 주장이 나왔으며 정부는 아예 에버턴의 새 구장 계획을 거부하였다. 이에 리버풀 지역 정치인들은 수정된 계획을 준비하려 하였다. 리버풀 시 의회는 에버턴 구단과 만나 리버풀 시 경계선 안에 있는 후보지를 몇 곳을 선발해 적합한 곳을 물색해 보기도 하였다.
잉글랜드 축구 협회는 2018년이나 2022년 월드컵 유치에 나섰는데 이중에는 리버풀 시에서 몇 경기 치르는 계획도 포함되어 있었다. 하지만 에버턴은 공식적으로 새 구장을 짓지 못하게 되어 유치하지 못하게 되었다.

## 서포터들과 라이벌
에버턴은 잉글랜드에서 평균 관중 수용율에서 9번째로 높을만큼 광대한 팬 계층을 가지고 있다. 에버턴이 홈경기를 치르는 날은 관전하러 오는 팬들 중 대다수가 잉글랜드 북서부 지방에서 오곤하는데 특히 주로 머지사이드주나 체셔주에서 많이 온다. 또한 북부 웨일스 지방이나 아일랜드에서 온 팬들도 많이 있다. 또한 에버턴은 전 세계적으로 많은 수의 서포터들을 거느리고 있는데 예를 들자면 북미 지역이나 싱가포르, 노르웨이, 레바논, 태국 등이 있다. 호주 출신의 미드필더인 팀 케이힐 덕분에 호주에도 많은 에버턴 서포터들이 있다. 에버턴의 공식 서포터즈 이름은 에버토니아 (Evertonia)이며, When Skies are Grey (하늘이 흐릴때)나 Speke from the harbour (항구의 소리)등을 포함한 여러 팬 잡지들을 구디슨 파크 홈 경기날 팔고 있다. 에버턴의 서포터들중 가장 유명하다고 볼 수 있는 인물은 미국 배우 실베스터 스탤론, 잉글랜드의 유명 럭비 선수인 맷 도슨, 리버풀에서 결성된 비틀즈의 멤버였었던 피트 베스트, 폴 매카트니, 존 레논등 많은 영국 스타들이 에버턴을 지지하고 있다.
에버턴의 가장 큰 라이벌은 같은 리버풀 시를 연고로 하고 있는 리버풀이며, 이들의 시합을 머지사이드 더비라고 부른다. 머지사이드 더비 경기는 통상 만원이 되며, 상당히 격렬한 시합을 보이는 경우가 많다. 프리미어리그 역사에서도 다른 경기를 보다도 많은 퇴장이 나오기도 한다. 양팀이 라이벌이 된 근간은 앤필드의 주인인 존 호울딩과 당시 앤필드를 홈 구장으로 썼던 에버턴 구단 위원들과의 내분이 벌어지는 과정에서 이후에 호울딩에 의해 리버풀 구단이 창단되었고, 이로 인해 에버턴이 구디슨 파크로 옮겨가면서 생기게 된 것이었다. 종교가 다른것도 이유가 될 수 있는데, 에버턴은 가톨릭교 신자들이 많고, 리버풀은 개신교 신자들이 많다고 한다.

## 선수단

### 현재 선수 명단
2024년 8월 31일 기준
참고: FIFA 자격 규정에 따라 소속된 국가대표팀 국기를 표시합니다. 선수는 복수의 FIFA 비회원국 국적을 가지고 있을 수 있습니다.
| 번호 | 포지션 | 국적       | 이름                                 |
| ---- | ------ | ---------- | ------------------------------------ |
| 1    | GK     | 잉글랜드   | 조던 픽퍼드                          |
| 2    | DF     | 스코틀랜드 | 네이선 패터슨                        |
| 5    | DF     | 잉글랜드   | 마이클 킨                            |
| 6    | DF     | 잉글랜드   | 제임스 타코우스키 (부주장)           |
| 7    | FW     | 잉글랜드   | 드와이트 맥닐                        |
| 8    | MF     |            | 오렐 망갈라 (리옹에서 임대)          |
| 9    | FW     | 잉글랜드   | 도미닉 캘버트루인                    |
| 10   | FW     | 세네갈     | 일리만 은디아예                      |
| 11   | FW     | 잉글랜드   | 잭 해리슨 (리즈 유나이티드에서 임대) |
| 12   | GK     | 포르투갈   | 주앙 버지니아                        |
| 14   | FW     | 포르투갈   | 베투                                 |
| 15   | DF     | 아일랜드   | 제이크 오브라이언                    |

| 번호 | 포지션 | 국적                  | 이름                                 |
| ---- | ------ | --------------------- | ------------------------------------ |
| 16   | MF     | 말리                  | 압둘라이 두쿠레                      |
| 17   | FW     | 포르투갈              | 유세프 체르미티                      |
| 18   | DF     | 잉글랜드              | 애슐리 영                            |
| 19   | DF     | 우크라이나            | 비탈리 미콜렌코                      |
| 23   | DF     | 아일랜드              | 셰이머스 콜먼 (주장)                 |
| 27   | MF     | 세네갈                | 이드리사 게예                        |
| 29   | FW     |                       | 예스페르 린스트룀 (나폴리에서 임대)  |
| 31   | GK     | 보스니아 헤르체고비나 | 아스미르 베고비치                    |
| 32   | DF     | 잉글랜드              | 재러드 브랜스웨이트                  |
| 37   | MF     | 잉글랜드              | 제임스 가너                          |
| 42   | MF     | 잉글랜드              | 팀 이로부남                          |
| —    | FW     | 잉글랜드              | 잭 그릴리시 (맨체스터 시티에서 임대) |

### 임대 선수 명단
참고: FIFA 자격 규정에 따라 소속된 국가대표팀 국기를 표시합니다. 선수는 복수의 FIFA 비회원국 국적을 가지고 있을 수 있습니다.
| 번호 | 포지션 | 국적     | 이름                                 |
| ---- | ------ | -------- | ------------------------------------ |
| —    | GK     | 잉글랜드 | 빌리 크렐린 (애크링턴 스탠리로 임대) |
| —    | GK     | 잉글랜드 | 해리 타이러 (블랙풀로 임대)          |

| 번호 | 포지션 | 국적     | 이름                                             |
| ---- | ------ | -------- | ------------------------------------------------ |
| —    | DF     | 잉글랜드 | 메이슨 홀게이트 (웨스트브로미치 앨비언으로 임대) |
| —    | FW     |          | 닐 모페이 (마르세유로 임대)                      |

### 올해의 선수
| 연도 | 이름              | 국적              | 포지션 |
| ---- | ----------------- | ----------------- | ------ |
| 2006 | 미켈 아르테타     | 스페인            | MF     |
| 2007 | 미켈 아르테타     | 스페인            | MF     |
| 2008 | 졸리언 레스콧     | 잉글랜드          | DF     |
| 2009 | 필 자기엘카       | 잉글랜드          | DF     |
| 2010 | 스티븐 피나르     | 남아프리카 공화국 | MF     |
| 2011 | 레이턴 베인스     | 잉글랜드          | DF     |
| 2012 | 욘 헤이팅아       | 네덜란드          | DF     |
| 2013 | 레이턴 베인스     | 잉글랜드          | DF     |
| 2014 | 셰이머스 콜먼     | 아일랜드          | DF     |
| 2015 | 필 자기엘카       | 잉글랜드          | DF     |
| 2016 | 개러스 배리       | 잉글랜드          | MF     |
| 2017 | 로멜루 루카쿠     | 벨기에            | FW     |
| 2018 | 조던 픽퍼드       | 잉글랜드          | GK     |
| 2019 | 뤼카 디뉴         | 프랑스            | DF     |
| 2020 | 히샤를리송        | 브라질            | FW     |
| 2021 | 도미닉 캘버트루인 | 잉글랜드          | FW     |
| 2022 | 조던 픽퍼드       | 잉글랜드          | GK     |
| 2023 | 조던 픽퍼드       | 잉글랜드          | GK     |
| 2024 | 조던 픽퍼드       | 잉글랜드          | GK     |

### 에버턴 출신 잉글랜드 축구 국가대표팀 선수
진한 글씨는 현재 에버턴 FC에서 뛰는 선수들이다.

메이저 대회에 (FIFA 월드컵, UEFA 유럽 축구 선수권 대회) 출전했던 선수들로만 작성하였다.

- 앨런 볼 (1966-1971)
- 게리 리네커 (1985-1986)
- 피터 비어슬리 (1991-1993)
- 폴 개스코인 (2000-2002)
- 웨인 루니 (2002-2004, 2017-2018)
- 리처드 라이트 (2002-2007)
- 나이절 마틴 (2003-2006)
- 필 네빌 (2005-2013)
- 졸리언 레스콧 (2006-2009)
- 레이턴 베인스 (2007-2020)
- 필 자기엘카 (2007-2019)
- 로스 바클리 (2010-2018)
- 개러스 배리 (2013-2014, 2014-2017)
- 존 스톤스 (2013-2016)
- 에런 레넌 (2015-2018)
- 도미닉 캘버트루인 (2016- )
- 조던 픽퍼드 (2017- )
- 시오 월컷 (2018-2021)
- 페이비언 델프 (2019-2022)
- 델리 알리 (2022-2024)
- 코너 코디 (2022-2023)

### 에버턴 자이언츠
다음 선수들은 에버턴에 위대한 업적을 남긴 선수들로서 자이언츠 (Giants)로 여겨지고 있다. 2000년, 처음 수립한 발족 명단들로 패널이 임명되었고, 매 시즌마다 새 인물을 발표해 가입시킨다.
2011년 6월 13일 기준
| 년도 | 이름            | 국가       | 포지션      | 에버턴 활약 기간 (감독 기간)                 | 경기 출장 | 골  |
| ---- | --------------- | ---------- | ----------- | -------------------------------------------- | --------- | --- |
| 2011 | 덩컨 퍼거슨     | 스코틀랜드 | 공격수      | 1994 ~ 98, 2000 ~ 06                         | 240       | 62  |
| 2010 | 트레버 스티븐   | 잉글랜드   | 미드필더    | 1983 ~ 89                                    | 210       | 48  |
| 2009 | 해리 케터릭     | 잉글랜드   | 공격수      | 1946 ~ 51 (1961 ~ 73)                        | 59        | 19  |
| 2008 | 고든 웨스트     | 잉글랜드   | 골키퍼      | 1962 ~ 73                                    | 402       | 0   |
| 2007 | 콜린 하비       | 잉글랜드   | 미드필더    | 1963 ~ 74 (1987 ~ 90)                        | 384       | 24  |
| 2006 | 피터 리드       | 잉글랜드   | 미드필더    | 1982 ~ 89                                    | 234       | 13  |
| 2005 | 그레엄 샤프     | 스코틀랜드 | 공격수      | 1980 ~ 91                                    | 447       | 159 |
| 2004 | 조 로일         | 잉글랜드   | 공격수      | 1966 ~ 74 (1994 ~ 97)                        | 275       | 119 |
| 2003 | 케빈 래트클리프 | 웨일스     | 중앙 수비수 | 1980 ~ 91                                    | 461       | 2   |
| 2002 | 레이 윌슨       | 잉글랜드   | 왼쪽 수비수 | 1964 ~ 69                                    | 151       | 0   |
| 2001 | 앨런 볼         | 잉글랜드   | 미드필더    | 1966 ~ 71                                    | 251       | 79  |
| 2000 | 하워드 켄달     | 잉글랜드   | 미드필더    | 1967 ~ 74, 1981 (1981 ~87, 90 ~ 93, 97 ~ 98) | 274       | 30  |
| 2000 | 데이브 왓슨     | 잉글랜드   | 중앙 수비수 | 1986 ~ 2001                                  | 522       | 38  |
| 2000 | 네빌 사우스올   | 웨일스     | 골키퍼      | 1981 ~ 98                                    | 751       | 0   |
| 2000 | 밥 배치포드     | 잉글랜드   | 공격수      | 1974 ~ 81                                    | 286       | 138 |
| 2000 | 알렉스 영       | 스코틀랜드 | 공격수      | 1960 ~ 68                                    | 272       | 89  |
| 2000 | 데이브 힉슨     | 잉글랜드   | 공격수      | 1948 ~ 55, 57 ~ 59                           | 243       | 111 |
| 2000 | T.G. 존스       | 웨일스     | 중앙 수비수 | 1936 ~ 50                                    | 178       | 5   |
| 2000 | 테드 사가       | 잉글랜드   | 골키퍼      | 1929 ~ 52                                    | 500       | 0   |
| 2000 | 딕시 딘         | 잉글랜드   | 공격수      | 1925 ~ 37                                    | 433       | 383 |
| 2000 | 샘 체드조이     | 잉글랜드   | 미드필더    | 1910 ~ 26                                    | 300       | 36  |
| 2000 | 잭 샤프         | 잉글랜드   | 미드필더    | 1900 ~ 09                                    | 342       | 80  |

### 가장 휼륭했던 스쿼드
2003-04 시즌 전, 에버턴은 구단 창단 125주년을 기념하기 위한 일환으로 서포터들의 투표 방식으로 에버턴 역사상 가장 훌륭했었던 스쿼드를 발표하였다.
- 웨일스 네빌 사우스올 (1981 ~ 98)
- 잉글랜드 게리 스티븐스 (1982 ~ 88)
- 잉글랜드 브라이언 라본 (1958 ~ 71)
- 웨일스 케빈 래트클리프 (1980 ~ 91)
- 잉글랜드 레이 윌슨 (1964 ~ 69)
- 잉글랜드 트레버 스티븐 (1983 ~ 89)
- 잉글랜드 앨런 볼 (1966 ~71)
- 잉글랜드 피터 리드 (1982 ~ 89)
- 아일랜드 케빈 쉬디 (1982 ~ 92)
- 잉글랜드 딕시 딘 (1925 ~ 37)
- 스코틀랜드 그레엄 샤프 (1980 ~ 91)

## 코칭스태프
| 포지션        | 스태프                |
| ------------- | --------------------- |
| 감독          | 데이비드 모이스       |
| 수석코치      |                       |
| 코치          | 던컨 퍼거슨 애슐리 콜 |
| 골키퍼 코치   |                       |
| U-23 감독     | 데이빗 언스워스       |
| U-23 수석코치 | 존 에브렐             |
| U-18 감독     | 폴 테이트             |
| U-18 수석코치 | 프란시스 제퍼스       |

### 우승 경험 감독들
다음은 에버턴에서 최소한 한번의 트로피 영예를 안았던 감독들이다. (지역 대회 제외)
| 이름        | 재임 기간                           | 비고                                                                                              |
| ----------- | ----------------------------------- | ------------------------------------------------------------------------------------------------- |
| 딕 몰리뉴   | 1889 – 1901                         |                                                                                                   |
| 윌 커프     | 1901 – 1918                         |                                                                                                   |
| 탐 매킨토시 | 1919 – 1935                         |                                                                                                   |
| 테오 켈리   | 1939 – 1948                         | 켈리는 39년부터 정식 감독이었지만 매킨토시가 사망 하면서 실질적으로 36년부터 에버턴을 이끌었었다. |
| 해리 케터릭 | 1961 – 1973                         |                                                                                                   |
| 하워드 켄덜 | 1981 – 1987 1990 – 1993 1997 – 1998 |                                                                                                   |
| 콜린 하비   | 1987 – 1990                         |                                                                                                   |
| 조 로일     | 1994 – 1997                         |                                                                                                   |

### 역대 감독
| 감독                    | 임기      |
| ----------------------- | --------- |
| 빌리 빙엄               | 1973~1977 |
| 하워드 켄덜             | 1981~1987 |
| 하워드 켄덜             | 1990~1993 |
| 조 로일                 | 1994~1997 |
| 하워드 켄덜             | 1997~1998 |
| 월터 스미스             | 1998~2002 |
| 로베르토 마르티네스     | 2013~2016 |
| 데이비드 언스워스(대행) | 2016      |
| 로날드 쿠만             | 2016~2017 |
| 데이비드 언스워스(대행) | 2017      |
| 마르코 실바             | 2018~2019 |
| 카를로 안첼로티         | 2019~2021 |
| 라파엘 베니테스         | 2021~2022 |
| 프랭크 램파드           | 2022~2023 |
| 션 다이치               | 2023~2025 |
| 데이비드 모이스         | 2025~     |

## 경영권과 재정
에버턴은 운영진들이 다수의 지분을 가지고 있는 유한회사이다. 에버턴은 은행에 약 407십만 파운드 가량의 부채를 지고 있으며, 이자와 조기 상환 벌금까지 합치면, 총 893십만 파운드 가량의 부채를 지고 있는 셈이다. 가장 최근의 연간 매출액은 797십만 파운드 로서 클럽 역사상 가장 많은 연간 매출액 이었다. 클럽의 당좌 대월은 프리미어리그의 '베이직 어워드 펀드 (Basic Award Fund, 보증된 금액을 클럽들에게 주는 것, 예를 들면 TV 중계권료 같은것들)'에 위험이 없는 바클레이즈가 맡고 있다. 에버턴은 2002년, 베어 스턴스와 프루덴셜 plc로부터 3천만 파운드를 25년간 분할 상환하는 조건으로 대출을 받는다. 당시에 그 돈이 선수 영입 자금줄 이었기 때문에 부채는 불어날수밖에 없었다. 그 결과 구디슨 파크가 담보물이 되었다.
| 직위             | 이름          | 지분 보유량 (퍼센트) | 비고                                                                                                   |
| ---------------- | ------------- | -------------------- | --- |
| 회장             | 빌 켄라이트   | 8,754 (25%)          | 1989년 10월, 임원에 선출 되었다. 2004년 6월부터 회장이 되었으며, 구단주도 겸임하고 있다.               |
| 부회장           | 존 우즈       | 6,622 (19%)          | 2000년 3월, 임원에 선출 되었다.                                                                        |
| 이사             | 로버트 얼     | 8,146 (23%)          | 2007년 7월, 임원에 선출 되었다.                                                                        |
| 명예 회장 & 이사 | 필립 카터     | 714 (2%)             | 1978년 8월 ~ 1991년, 1998년 11월 ~ 2004년 6월까지 회장직을 맡았으며, 2008년 8월, 임원에 재선출 되었다. |
| 총 합계          | 총 합계       | 24,236 (69%)         | |
| 사장             | 로버트 엘스톤 | -                    | 2009년 1월에 사장 대행으로 임명되었다.                                                                 |

2008-09 시즌 장부를 합산한 수치이다.

## 통계와 기록
에버턴 역사상 가장 많은 출장 기록 보유 선수는 네빌 사우스올로서 1981년부터 98년까지 무려 751경기를 출장하였다. 그리고 사우스올은 15번의 시즌 무실점 팀내 기록을 가지고 있었으며, 이 기록은 2008-09 시즌, 팀 하워드에 의해 깨지게 되었다. (17번) 미드필더이자 前 주장이기도 했었던 브라이언 라본이 534경기 출장으로 두 번째에 올라있다. 에버턴에서 가장 오래 소속된 선수는 테드 사가였으며, 1929년부터 1952년까지로 제2차 세계대전 기간까지 포함해 무려 23년 동안이나 소속돼 있었으며, 출장 경기수는 500경기였다. 에버턴에서 가장 많은 골 득점자는 딕시 딘으로서 무려 383골이나 기록했었고, 두 번째는 그레임 샤프로서 159골을 기록했었다. 또한 딘은 한 시즌 리그 69골을 기록해 지금까지 잉글랜드 축구 기록으로 이어져 오고 있다.
에버턴의 최다 홈 관중수는 1948년 9월 18일, 머지사이드 더비에서 기록한 78,299명이다. 그러나 에버턴 역시 다른 큰 구장들과 마찬가지로 테일러 리포트의 권고를 따라 지금은 약 4만명 규모의 풀 좌석구장으로 바뀌게 되었다. 이러한 의미는 이제 구디슨 파크에서 저 관중 기록은 깨지지 않는다는 의미이다. 에버턴의 영입 이적기록은 벨기에 공격수인 로멜루 루카쿠를 첼시FC로부터 2800만 파운드에 영입시킨 것이다. 루카쿠는 임대로 간 에버턴에서 완전영입으로 계속 뛰게되었다.

## 타 클럽과의 관계
에버턴은 아일랜드의 셀브릿지를 연고로 하고 있는 아일랜드 축구 아카데미인 발리올스터 유나이티드와 캐나다의 온타리오 축구협회와 관계를 맺고 있다. 그리고 태국 지역 소년 학생 축구대회를 태국 축구협회와 같이 열고 있는데 이 대회 이름을 에버턴의 태국 스폰서 회사 이름을 따와 Chang-Everton Cup이라고 지어졌다. 또한 키프로스의 리마솔 시에도 에버턴의 축구 아카데미가 있다.
2006년부터 에버턴은 데이빗 모예스와의 강한 연대감 덕분에 매년 프레스턴 노스 엔드와 친선 경기를 갖고 있다. (모예스는 에버턴에 오기전 프레스턴의 감독으로 있었다.) 또한 에버턴은 프로농구팀을 운용하고 있는데, 그게 바로 영국 농구 리그에 소속돼 있는 에버턴 타이거스이다. 에버턴 타이거스는 2007년 여름, 에버턴의 커뮤니티 프로그램의 일환으로 창단되었는데, 현재 그들의 홈 경기장은 그린뱅크 스포츠 아카데미이다. 에버턴은 칠레의 Everton de Viña del Mar 클럽과도 관계가 있는데 1909년, 칠레의 비냐 델 마르라는 도시를 리버풀 출신의 선원들이 방문하여 에버턴 구단 이름을 따와 창단된 클럽이다. 다른 에버턴 이름이 들어간 클럽은 프로와 아마추어를 통틀어 우루과이에 한 팀, 아르헨티나에 두 팀, 미국 캘리포니아에 한 팀, 그리고 아일랜드에 한 팀이 있다.

## 같이 보기
- 프리미어리그
- 빌 켄라이트
- 폴 매카트니
- 실베스터 스탤론